# Leptognathia distincta
Leptognathia distincta är en kräftdjursart som beskrevs av Rosalia Konstantinovna Kudinova-Pasternak 1981. Leptognathia distincta ingår i släktet Leptognathia och familjen Leptognathiidae. Inga underarter finns listade i Catalogue of Life.